# Hackl (Gemeinde Straßburg)
Hackl ist eine Ortschaft in der Gemeinde Straßburg im Bezirk St. Veit an der Glan in Kärnten. Die Ortschaft hat 21 Einwohner (Stand 1. Jänner 2024).

## Lage

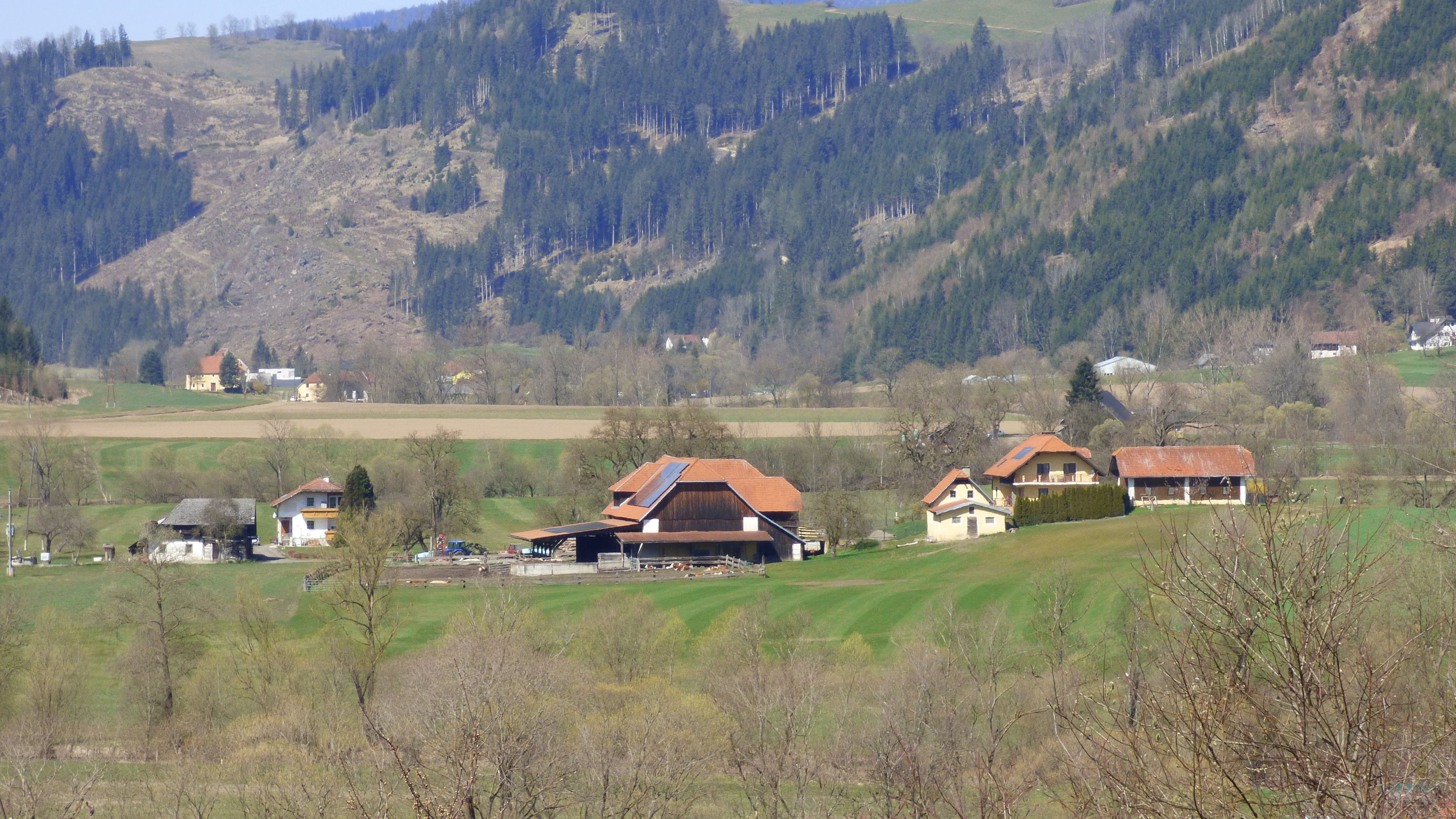
Rabsaler und Neubauer

Hackl liegt im Osten der Gemeinde Straßburg, am Ausgang des Gurktals, auf dem Gebiet der Katastralgemeinde St. Georgen.
Zur Ortschaft gehören nördlich der Gurktal Straße die Hacklkeusche (Hackl Nr. 1) und einige daneben befindliche neuere Häuser ohne Vulgonamen (Nr. 3, 3a, 7, 8). Südwestlich davon, jenseits der Gurk liegt Ranner (früher Rainer, Nr. 6). Südöstlich davon, zwischen Gurktal Straße und Gurkfluss, sind die Häuser Rabsaler (Nr. 4) und Neubauer (früher Windischbauer, Nr. 5).

## Geschichte
Hackl ist der althergebrachte Name des Sattels zwischen dem Hirter Kogel und dem Galgenberg an jenem schmalen äußersten südöstlichen Ausläufer des Mödringbergzugs, der südwestlich von Hirt (Gemeinde Micheldorf) das Gurktal vom Friesacher Feld trennt. Das nächstgelegene einschichtige Haus auf der Straßburger Seite dieses Sattels war die Hacklkeusche (heute Hackl Nr. 1). Die Hacklkeusche wurde zunächst als Teil der Ortschaft Zwischenwässern betrachtet, zu der damals der gesamte Bereich von Drahtzug bis Buldorf gezählt wurde.
Seit der Gründung der Ortsgemeinden Mitte des 19. Jahrhunderts gehört der Bereich der heutigen Ortschaft Hackl zur Gemeinde Straßburg.
Ende des 19. Jahrhunderts gab es Überlegungen, eine direkte Straßenverbindung von Hackl nach Hirt (Gemeinde Micheldorf) zu schaffen. Gurktaler Gemeinden waren daran interessiert, die Straße hätte den Weg aus dem Gurktal sowohl nach Friesach als auch nach Althofen verkürzt, doch konnte man sich über die Finanzierung nicht einigen.
1961 wurde Hackl als Ortschaftsbestandteil von Zwischenwässern ausgewiesen; seit 1971 wird es als eigene Ortschaft geführt.

## Bevölkerungsentwicklung
Für Hackl ermittelte man folgende Einwohnerzahlen:
- 1961: 5 Häuser, 25 Einwohner (als Ortschaftsbestandteil von Zwischenwässern)[4]
- 2001: 8 Gebäude (davon 8 mit Hauptwohnsitz) mit 9 Wohnungen; 24 Einwohner und 0 Nebenwohnsitzfälle; 9 Haushalte; 1 Arbeitsstätte, 2 land- und forstwirtschaftliche Betriebe[5]
- 2011: 8 Gebäude, 20 Einwohner, 8 Haushalte, 0 Arbeitsstätten[6]
- 2021: 8 Gebäude, 21 Einwohner, 7 Haushalte, 2 Arbeitsstätten.[7]